# Caroline Mathilde

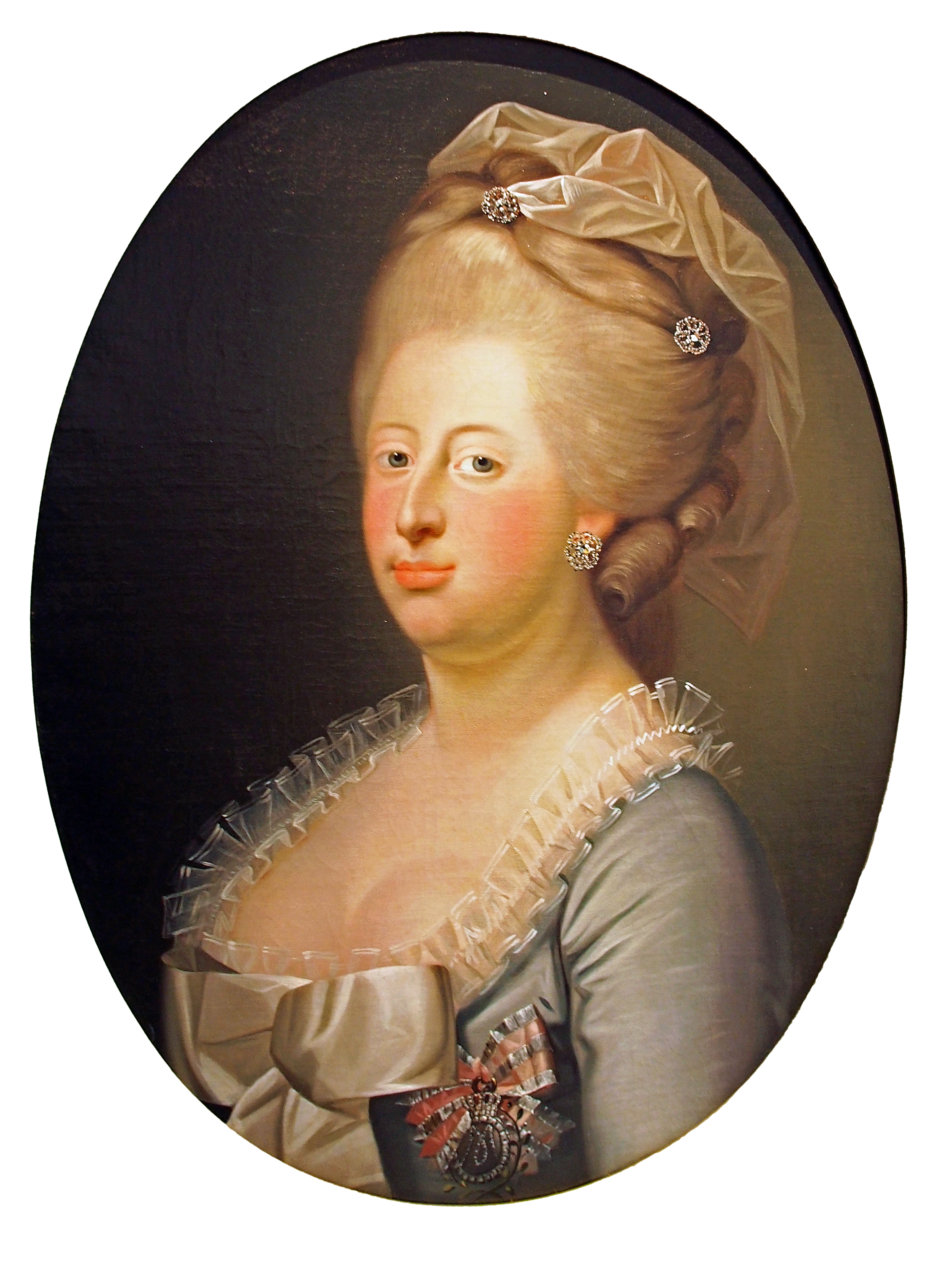
Caroline Mathilde, Königin von Dänemark und Norwegen mit ihrem Mathildenorden, Porträt von Jens Juel (1771)

Caroline Mathilde von Hannover (englisch Caroline Matilda, deutsch auch Karoline Mathilde) (* 11. Julijul. / 22. Juli 1751greg. im Leicester House, London; † 10. Mai 1775 in Celle), war eine englische Prinzessin und von 1766 bis 1772 als Ehefrau von Christian VII. Königin von Dänemark und Norwegen. Anfang 1772 wurde sie wegen ihrer Affäre mit dem Leibarzt Johann Friedrich Struensee geschieden und nach Celle verbannt, wo sie von ihren Kindern getrennt bis zu ihrem frühen Tod lebte.

## Leben

### Englische Prinzessin
Caroline Mathilde wurde als letztes von neun Kindern des Prince of Wales, Friedrich Ludwig von Hannover, posthum fast vier Monate nach dem Tod des Vaters geboren. Ihre Mutter war Augusta von Sachsen-Gotha. Caroline Mathildes ältester Bruder wurde 1751 Prince of Wales und folgte 1760 als König Georg III. von Großbritannien und Irland seinem Großvater. Sie erblickte das Licht der Welt in Leicester House, einem gemieteten Stadtpalais in Westminster, nördlich des heutigen Leicester Square, wo der Kronprinz und seine Frau lebten, nachdem der König sie nach einem Streit aus der königlichen Residenz verbannt hatte. Obwohl ihr Vater vor ihrer Geburt gestorben und sein Titel auf ihren Bruder Georg übergegangen war, wurde sie nicht als Schwester, sondern als Tochter des Prince of Wales bezeichnet. Am 1. August 1751 wurde sie im Leicester House vom Bischof von Norwich auf den Namen Caroline Matilda getauft. Ihre Paten waren ihr älterer Bruder Prinz Georg, ihre Tante Prinzessin Caroline und ihre Schwester Prinzessin Augusta.
Während der verbleibenden Jahre der Regierungszeit Georgs II. entschied sich Augusta dafür, mit ihren Kindern zurückgezogen zu leben und sie weit weg vom englischen Hofe und den Verderbungen des Hoflebens aufwachsen zu lassen. Infolgedessen wurde Augusta für die Art und Weise der Erziehung der Kinder kritisiert, da sie sie in einer abgeschiedenen familiären Umgebung, in der sie selten Menschen außerhalb der Familie trafen, von der Außenwelt isolierte. Aus Caroline Mathildes Jugend sind nur zwei öffentliche Auftritte, 1761 bei der Krönung ihres Bruders zum König und 1764 als Brautjungfer bei der Heirat ihrer ältesten Schwester Augusta mit dem braunschweigischen Erbprinzen Karl Wilhelm Ferdinand, bekannt, ansonsten weiß man wenig über ihre Jugend. Sie wuchs in Leicester House und in Kew an der Themse westlich von London auf, wo ihre Mutter Gärten anlegte und pflegte. Diese Leidenschaft teilte ihre Mutter mit dem Premierminister Lord Bute, zu dem ihr ein Verhältnis nachgesagt wurde. Caroline Mathilde – meist nur „Matilda“ genannt, während der volle Name in offiziellen Papieren erschien – wurde puritanisch erzogen. Sie erhielt eine gute Ausbildung, sprach nach zeitgenössischen Berichten Englisch, Französisch, Deutsch, Dänisch und Italienisch, spielte Cembalo und las gern und viel. Da ihre Mutter schon bei ihrer Geburt nicht mehr Frau des Thronfolgers, sondern nur noch dessen Witwe war, war Mathilde für Heiratsambitionen wenig interessant.

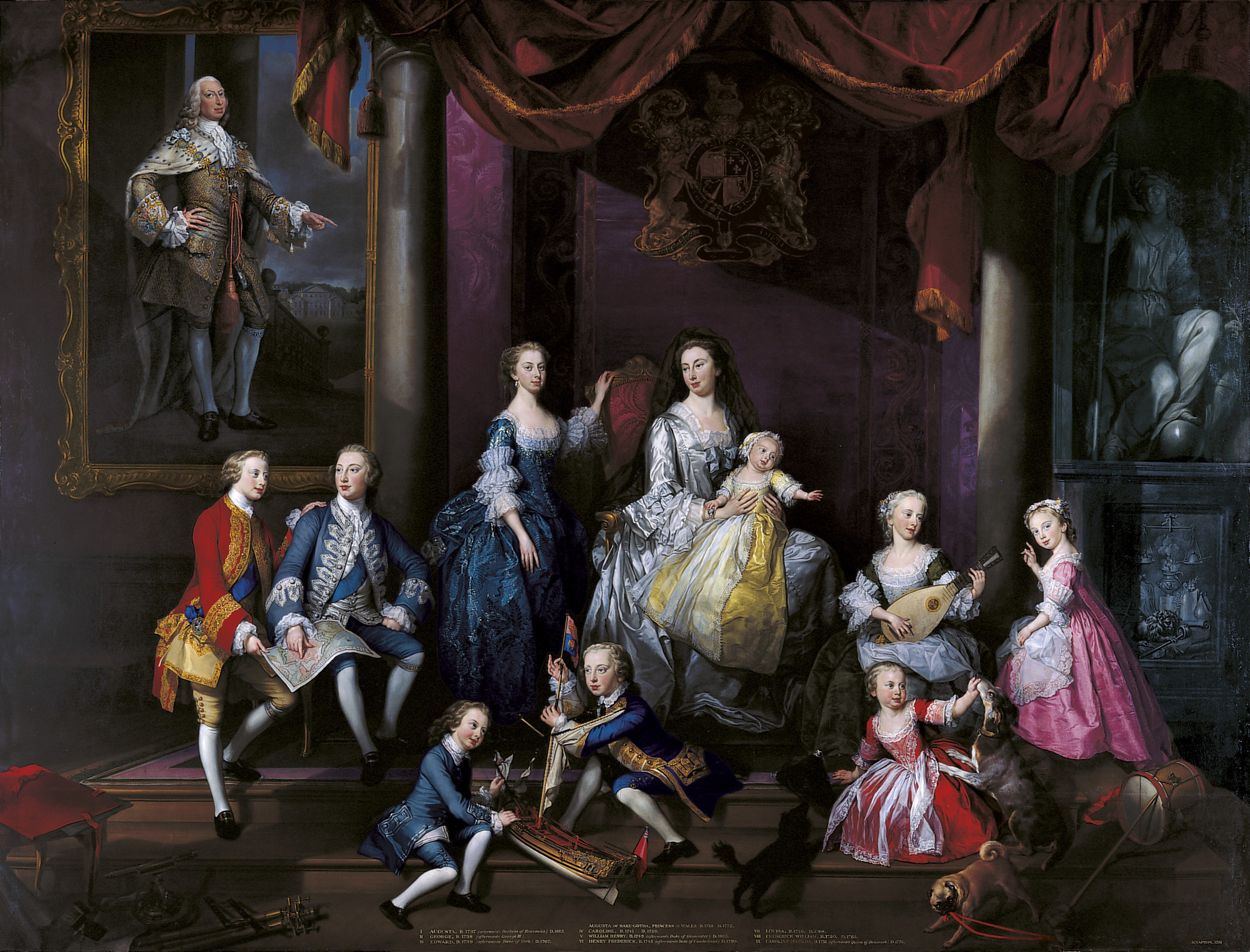
Augusta mit ihren Kindern, 1751. Auf dem Schoß der Mutter die erst nach dem Tod des Vaters geborene Caroline Mathilde
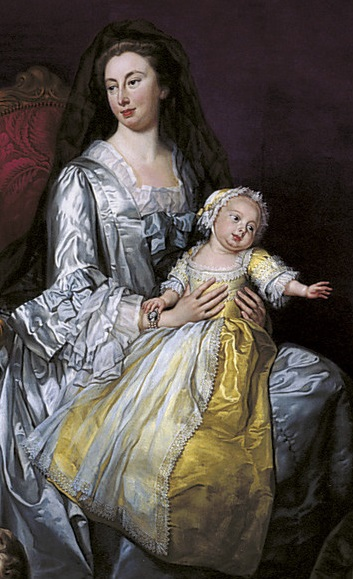
Caroline Mathilde auf dem Schoß der Mutter, Detail von George Knapton
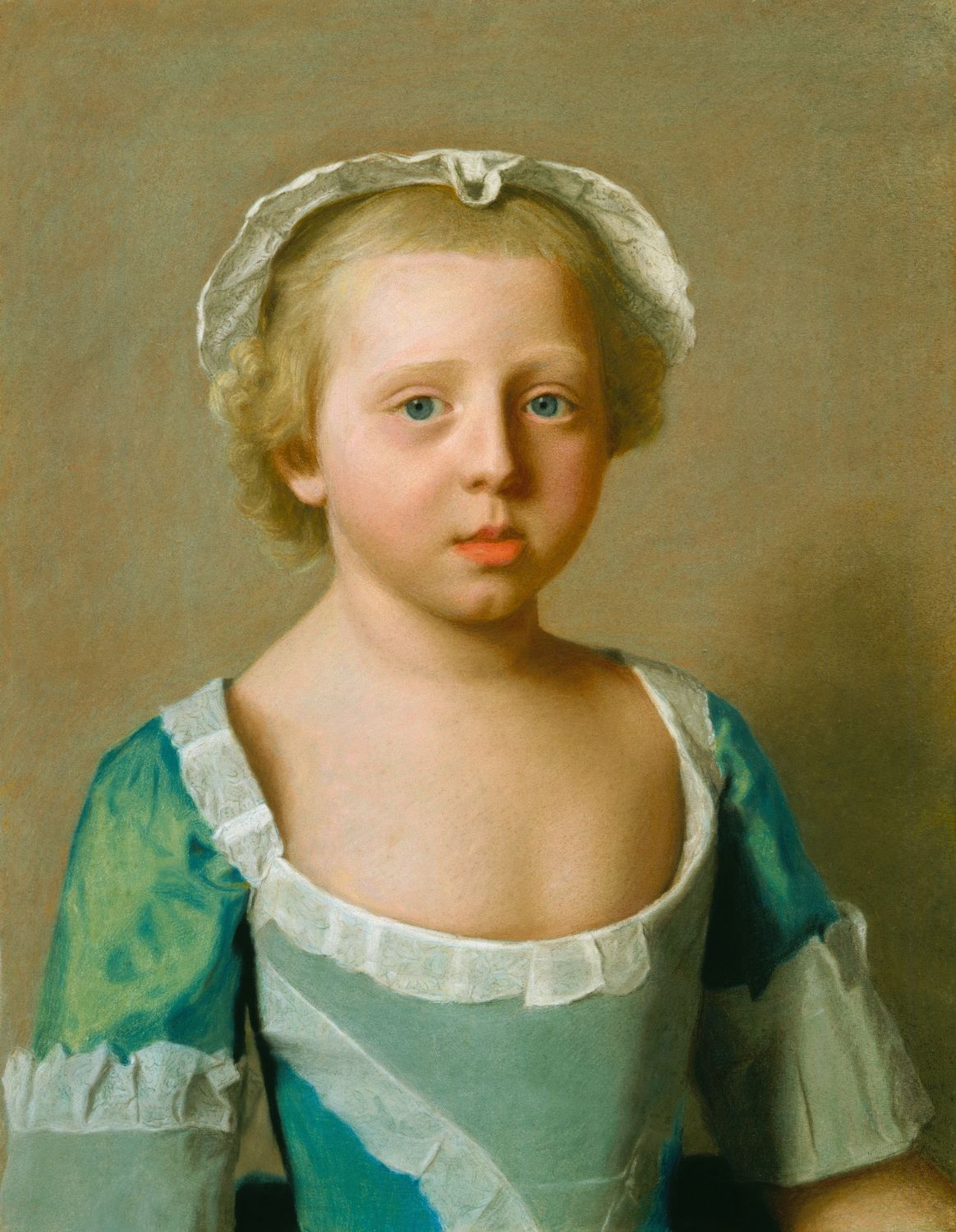
Prinzessin Caroline Mathilde, Gemälde von Jean-Etienne Liotard, 1754
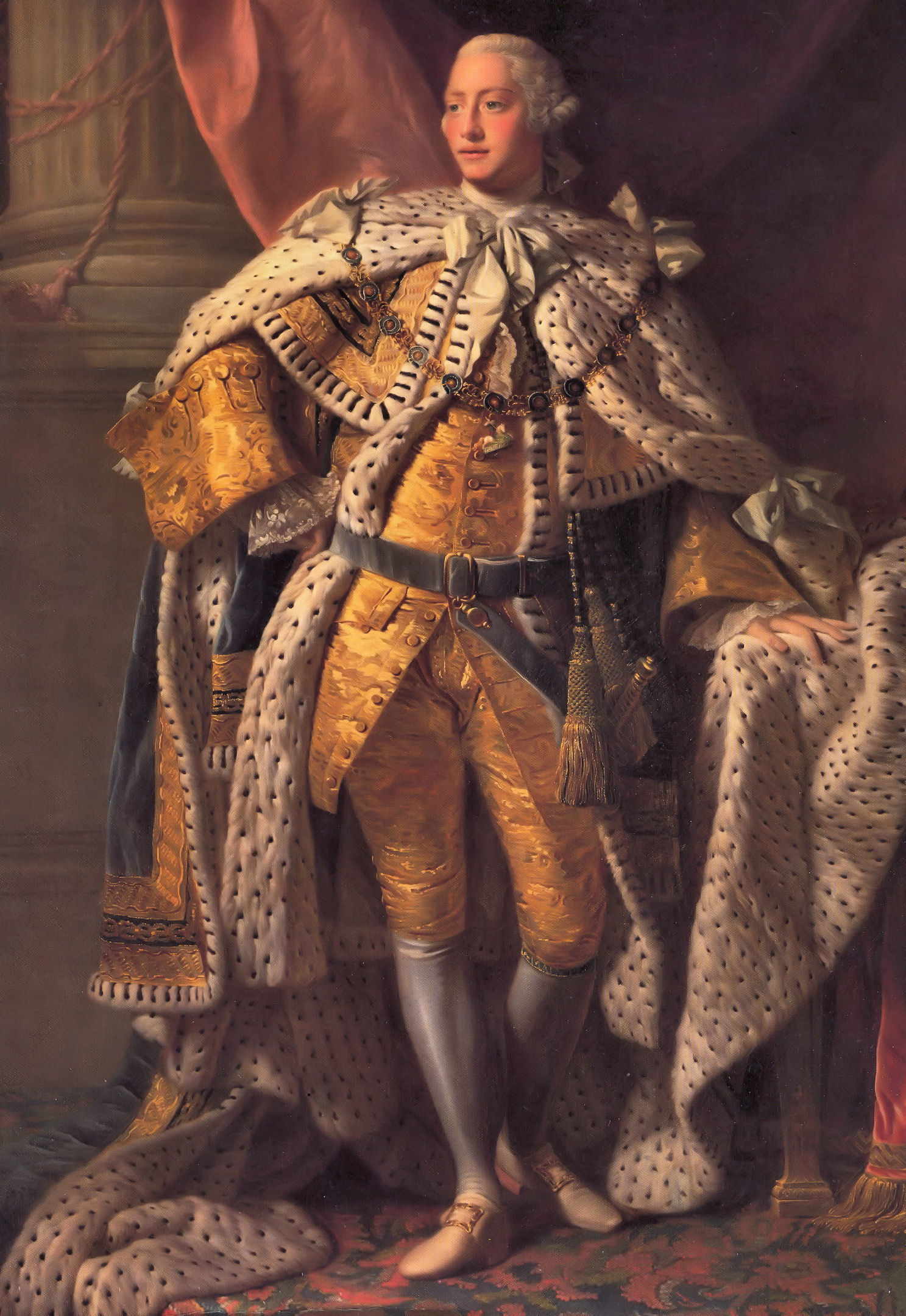
Georg III. im Krönungsornat, 1761
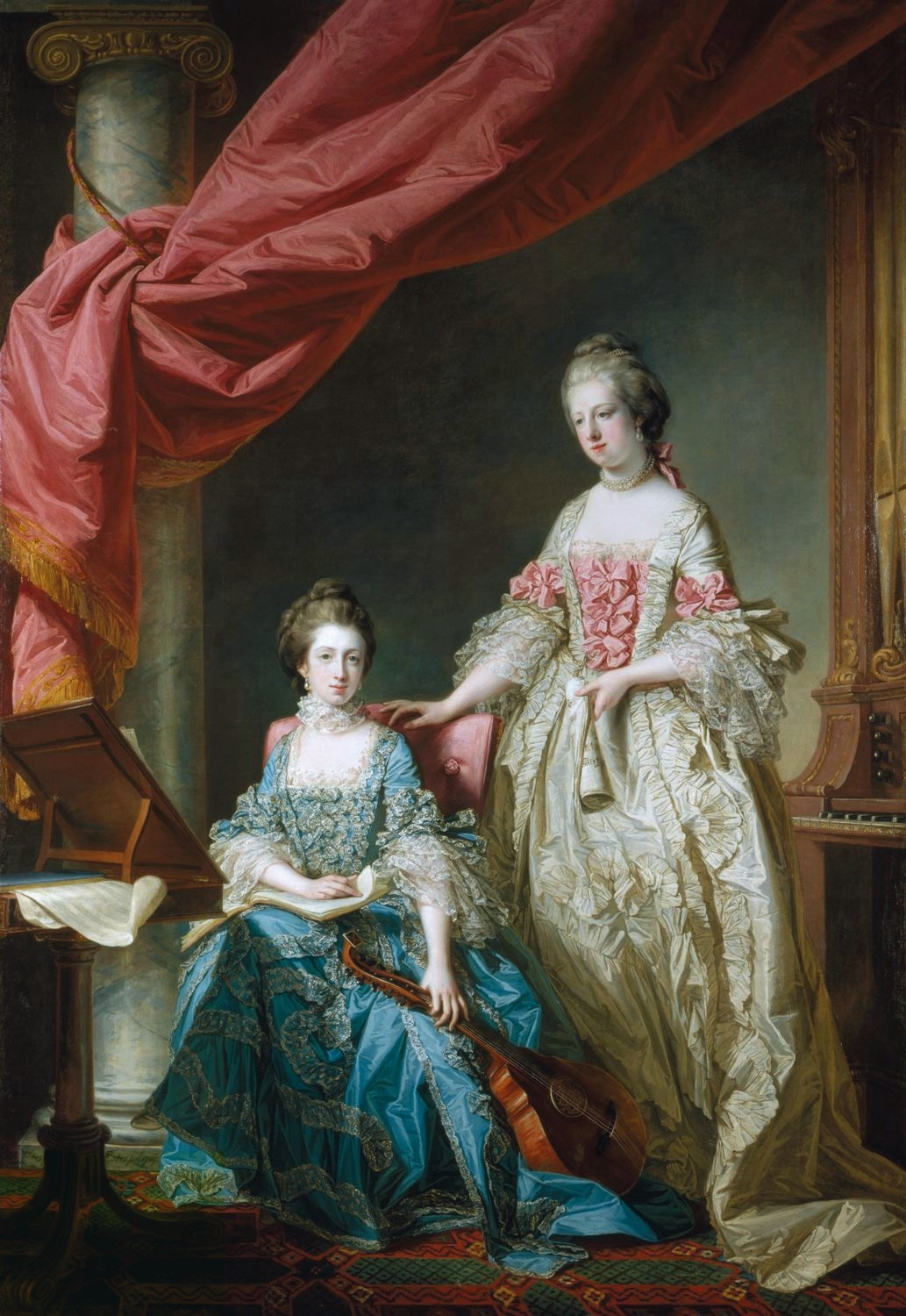
Caroline Mathilde (stehend) mit ihrer Schwester Louisa (1749–1768), Francis Cotes 1767

### Dänische Königin

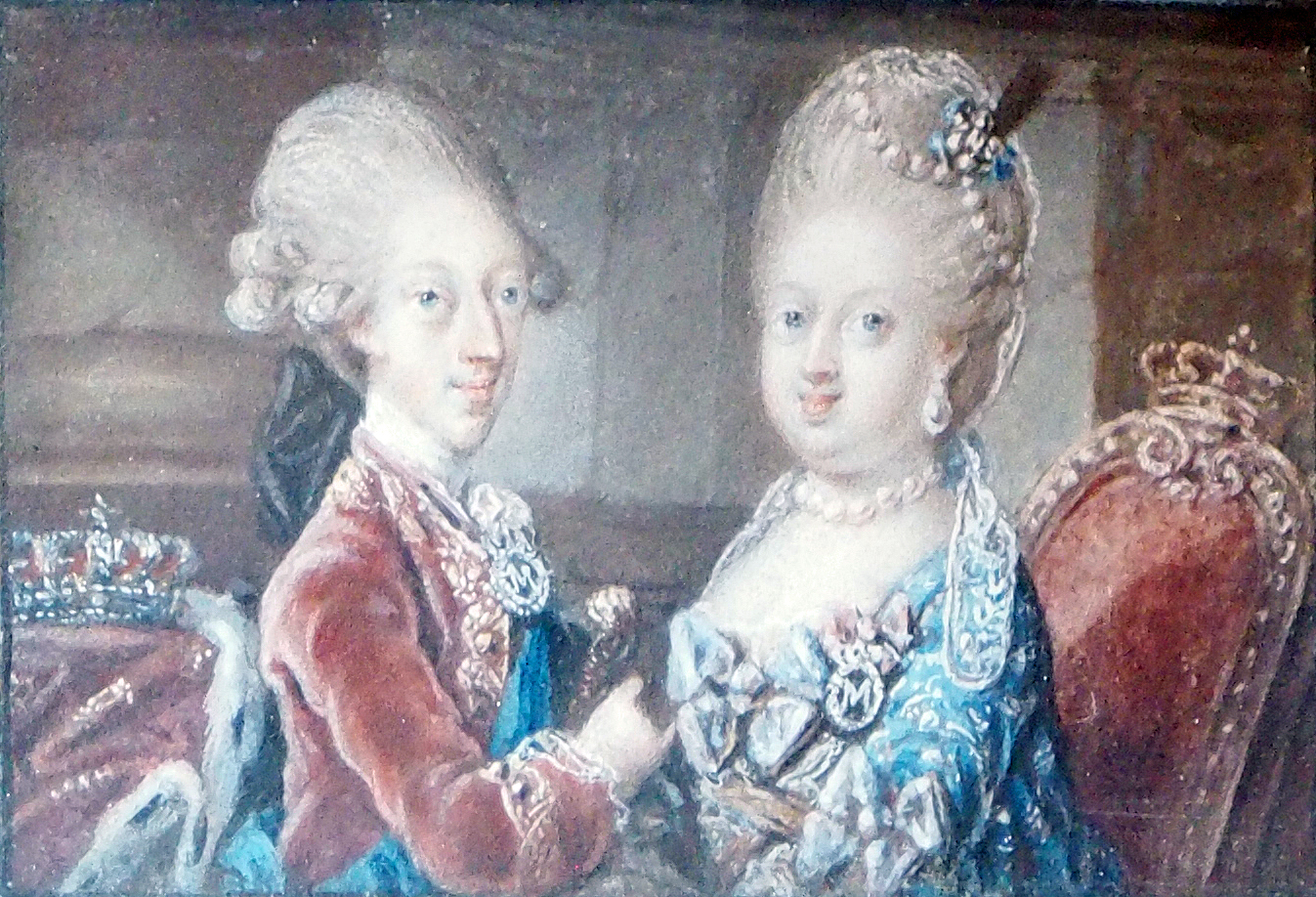
Christian VII. und Caroline Mathilde

Im Alter von 13 ½ Jahren wurde Caroline Mathilde ohne ihr Wissen mit dem zwei Jahre älteren dänisch-norwegischen König Christian VII., ihrem Cousin ersten Grades, verlobt. Diese Ehe war von dem dänischen Staatsminister Johann Hartwig Ernst von Bernstorff eingefädelt worden, dem es darum ging, das gute Verhältnis Dänemark-Norwegens zu Großbritannien zu festigen. Bereits Caroline Mathildes frühverstorbene Schwiegermutter Louise war eine englische Prinzessin gewesen. Zunächst galt ihre ältere Schwester Louisa, zu der Caroline Mathilda ein enges Verhältnis hatte, als bevorzugte Heiratskandidatin, doch nachdem  Bernstorff von ihrer schwachen Konstitution erfahren hatte, wurde stattdessen Caroline Mathilde als Braut ausgewählt. Am 14. Juli 1766 wurde nach langen Verhandlungen der Ehevertrag unterschrieben. Caroline Mathilde schied mit der Eheschließung aus dem englischen Königshaus aus. Ihre Mitgift ging vollständig in den Besitz der dänischen Krone über.

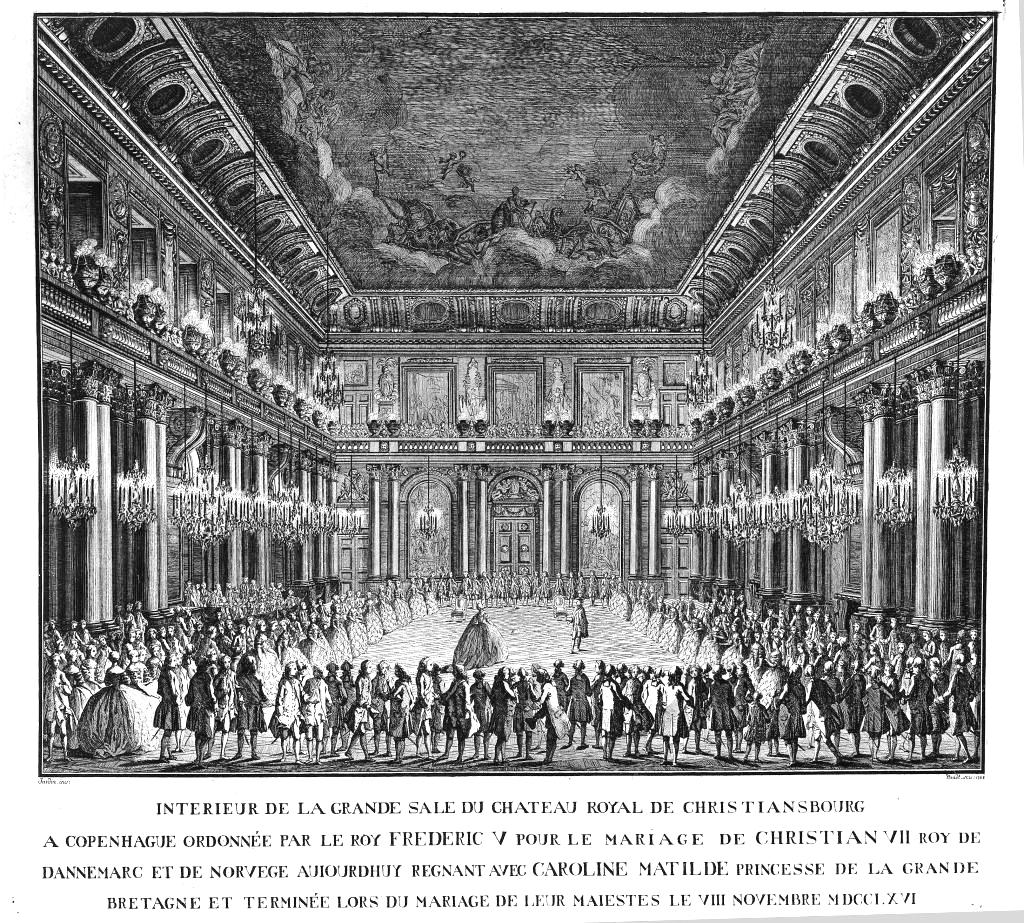
Ball bei der Hochzeit von Caroline Mathilde und Christian VII. im Rittersaal von Schloss Christiansborg

Bernstorff, der um die beginnende Geisteskrankheit des jungen Königs wusste und hoffte, dass die Ehe dessen Ausschweifungen Einhalt gebieten würde, drängte auf eine baldige Hochzeit, obwohl Georg III. seine Schwester noch für zu jung hielt. Am 1. Oktober 1766 fand im St James’s Palace in London die Trauungszeremonie „per procurationem“ statt. Der Bräutigam war nicht anwesend. Er wurde von Caroline Mathildes Bruder Edward vertreten.
Anschließend reiste die junge Braut ab und wurde in Altona den dänischen Behörden übergeben. Ihr englischer Hofstaat reiste wieder zurück, ihre neue Hofmeisterin wurde Louise von Plessen. Die eigentliche Hochzeit folgte am 8. November 1766 im Schloss Christiansborg in Kopenhagen. Am 1. Mai 1767 wurden Caroline Mathilde und Christian VII. gekrönt.
Christian nahm kaum Notiz von seiner jungen Frau, sondern vergnügte sich zusammen mit seinem Günstling Conrad Holck weiter bei den zahlreichen Hoffesten und mit seiner sado-masochistischen Geliebten Anna Cathrine Benthagen. Die junge Königin bemühte sich, ihre neue Heimat kennenzulernen, litt aber zunehmend unter der Missachtung ihres Mannes und der strengen Hofetikette. Auf die traditionelle Reise eines neugekrönten Königs durch sein Land im Sommer 1767 nahm Christian VII. sie nicht mit. Am 28. Januar 1768 brachte sie im Alter von sechzehn Jahren ihr erstes Kind zur Welt, den Kronprinzen und späteren König von Dänemark und Norwegen Friedrich VI. Kurz danach entließ der König ihre Oberhofmeisterin Louise von Plessen, weil diese ihn zu einer freundlicheren Behandlung seiner jungen Frau gemahnt hatte. Ausgerechnet Holcks Schwester Margrethe von der Lühe wurde ihre Nachfolgerin. Im Mai desselben Jahres brach Christian VII. zu einer längeren Reise durch Europa mit Aufenthalten in Altona, Paris und London auf. Caroline Mathilde durfte ihn nicht begleiten, obwohl sie gerne ihre Mutter besucht hätte. Sie verbrachte den Sommer auf Schloss Frederiksborg mit ihrem Sohn. Während dieser Zeit begann sie, sich in das Hofleben einzufügen.
Der König kehrte am 12. Januar 1769 nach Kopenhagen zurück. Er brachte Johann Friedrich Struensee als Leibarzt an seinen Hof und ernannte ihn später zum Minister. Er hatte Struensee zu Beginn seiner Reise in Altona kennengelernt. Struensee war offenbar in der Lage, mit der geistigen Labilität des Königs umzugehen, und der König entwickelte ein besonderes Vertrauen zu ihm. Seinem Wunsch, dass auch seine Frau den neuen Vertrauten kennenlernen sollte, begegnete Caroline Mathilde zunächst mit Misstrauen, da sie Christians sonstige Günstlinge nicht schätzte.

### Struensee-Affäre

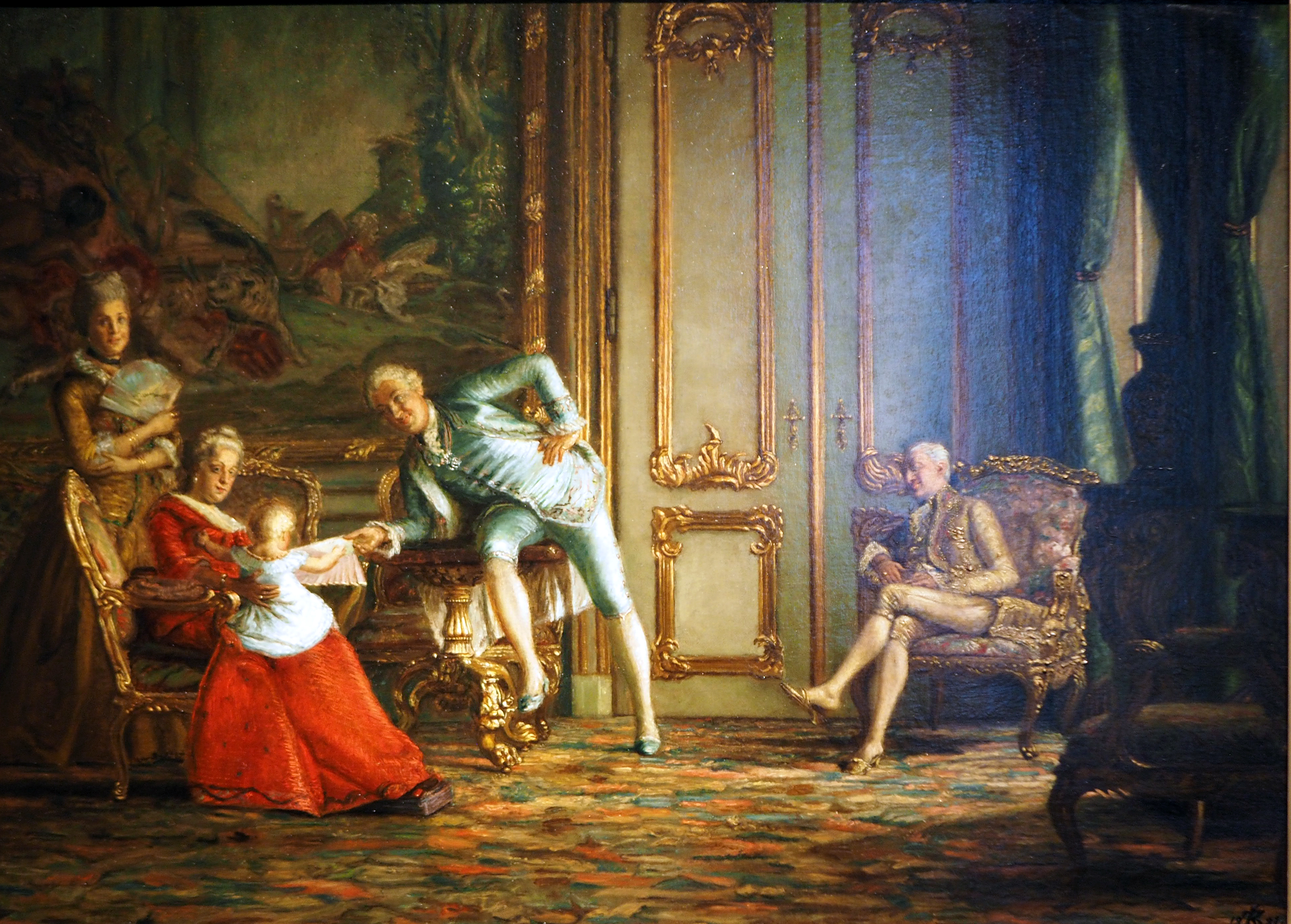
Das Bild von Zahrtmann spielt auf die angenommene Vaterschaft Struensees an Louise Auguste von Dänemark, der Tochter Caroline Mathildes, an

Caroline Mathilde war unglücklich in ihrer Ehe mit Christian, der sie wenig beachtete und dessen Geisteskrankheit sich immer deutlicher ausprägte. Während eines Aufenthaltes auf Schloss Frederiksberg im Sommer 1769 empfahl Struensee dem Königspaar zur Förderung der Gesundheit und der Gemeinsamkeit zusammen auszureiten. Die 19-jährige Königin fand großes Gefallen an den von Struensee vorgeschlagenen Ausritten. Dass sie dafür um der besseren Beweglichkeit willen in Hosen im Herrensattel saß, erregte großes Aufsehen und Anstoß und wurde bald Inhalt zahlreicher nach der Einführung der Pressefreiheit erscheinenden Flugblätter. Nach Aussage ihrer Kammerfrau Elisabeth von Eyben begann das Liebesverhältnis zu Struensee bereits während dieser Reise.
Während einer Pockenepidemie in Kopenhagen 1770 impfte Struensee auch den Kronprinzen Friedrich gegen die Pocken. Damit gewann er endgültig die Zuneigung und das Vertrauen der Königin. Sie verliebte sich in Struensee und begann spätestens im Frühling des Jahres 1770 eine Liebesbeziehung mit ihm, die dem König anscheinend gleichgültig, vielleicht sogar willkommen war. So ergab sich eine harmonische Ménage à trois. Im Sommer 1770 war auch Struensee dabei, als der Hof von Frederiksberg über Schloss Gottorf nach Schloss Traventhal reiste. Auf der gesamten Reise war Caroline Mathilde nach den späteren Aussagen ihrer Kammerfrauen häufig krank, habe keine Nacht mit dem König verbracht, aber dafür umso mehr die Gesellschaft des Leibarztes gesucht.

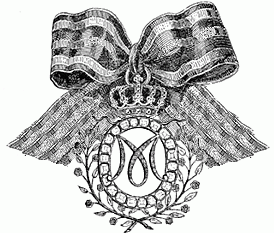
Mathildenorden

Auf der Rückreise verkaufte die Königin in Hamburg einen Teil ihres Schmucks, um einen neuen Orden, den Mathildenorden, zu stiften. Zu den zwölf Empfängern des am Geburtstag des Königs am 29. Januar 1771 verliehenen Ordens gehörten neben dem Königspaar, der Königinwitwe Juliane von Braunschweig-Wolfenbüttel und ihrem Sohn Erbprinz Friedrich auch Struensee, Enevold von Brandt, Schack Carl von Rantzau, Louise von Plessen, die sich inzwischen in Celle niedergelassen hatte, und Caroline von Schimmelmann, die Ehefrau des Schatzmeisters Heinrich Carl von Schimmelmann.
Am 7. Juli 1771 kam Prinzessin Louise Augusta auf Schloss Hirschholm zur Welt. Ihr Vater war mit hoher Wahrscheinlichkeit nicht der König, sondern Struensee. Christian VII. erkannte Louise Augusta aber allen Zweifeln zum Trotz an. Anlässlich ihrer Taufe erhob er Struensee zum Lehnsgrafen.
Gerüchte über das Verhältnis der Königin mit Struensee mehrten sich und gingen bis zu dem Verdacht, das Paar wolle den König und dessen Stiefmutter beseitigen, um heiraten zu können. Diese Gerüchte wurden von Struensees Gegnern bewusst im Volk ausgestreut, denn als Minister wirkte er im Sinne der Aufklärung und minderte die Macht des Adels.

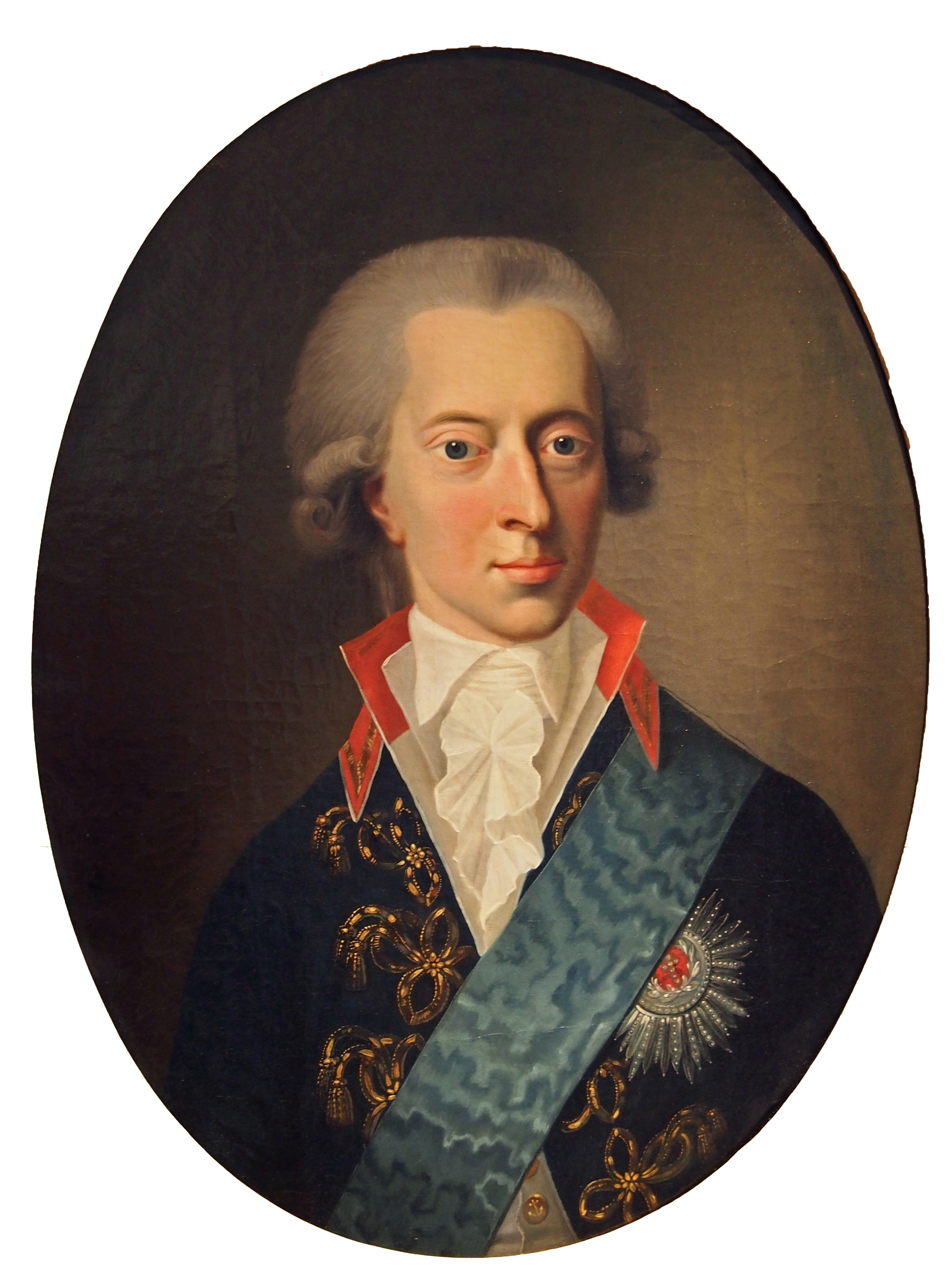
Ehemann König Christian VII. von Dänemark und Norwegen (1749–1808)
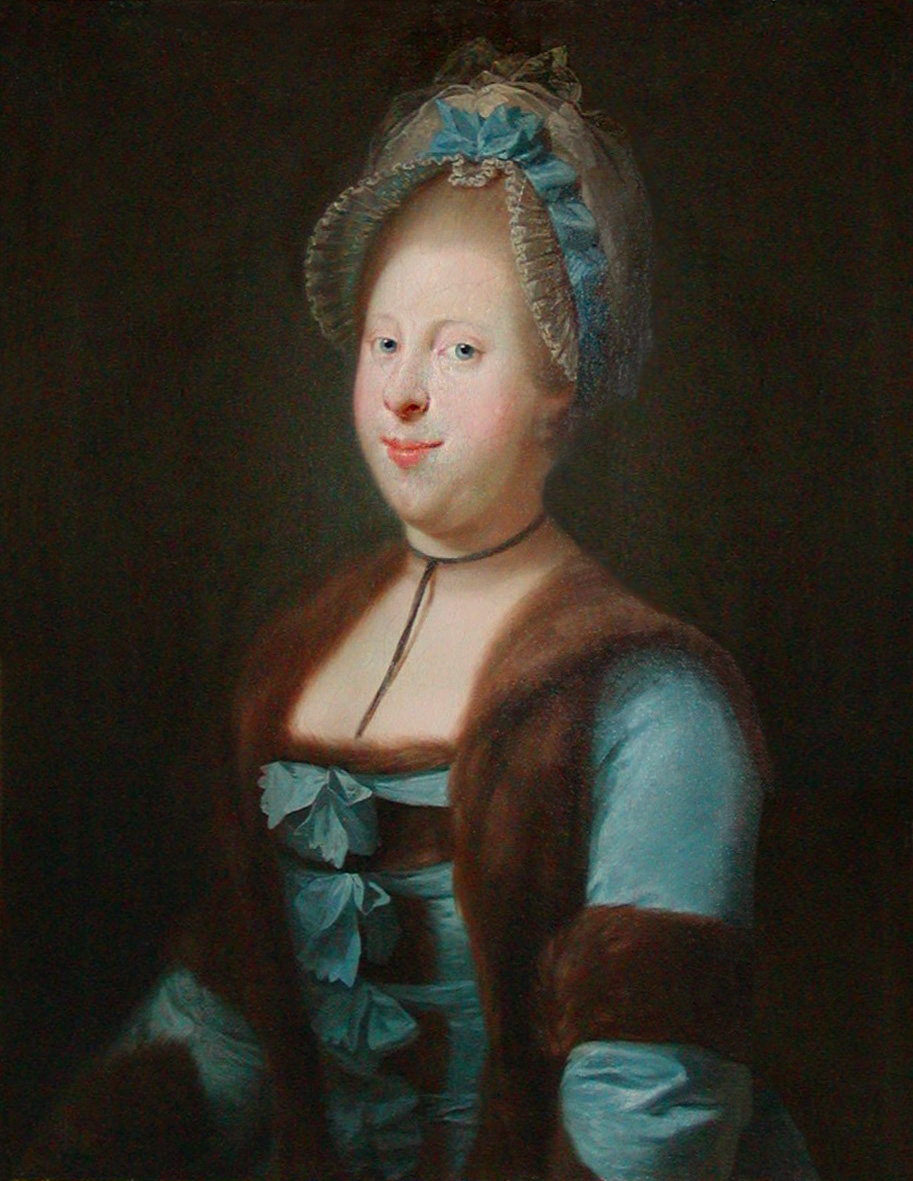
Caroline Mathilde von Großbritannien, Irland und Hannover (1751–1775)
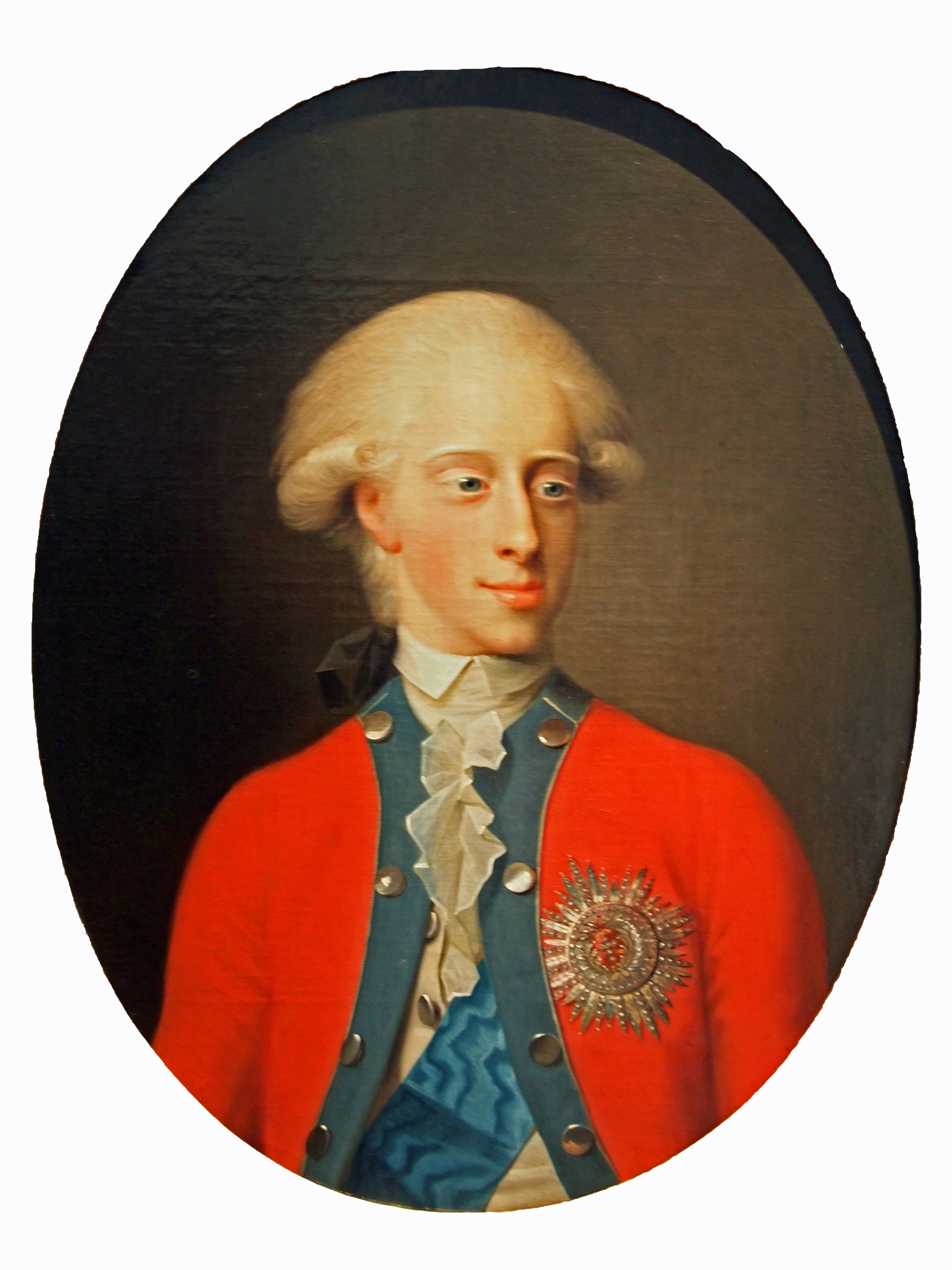
Sohn Friedrich VI., König von Dänemark (1768–1839)
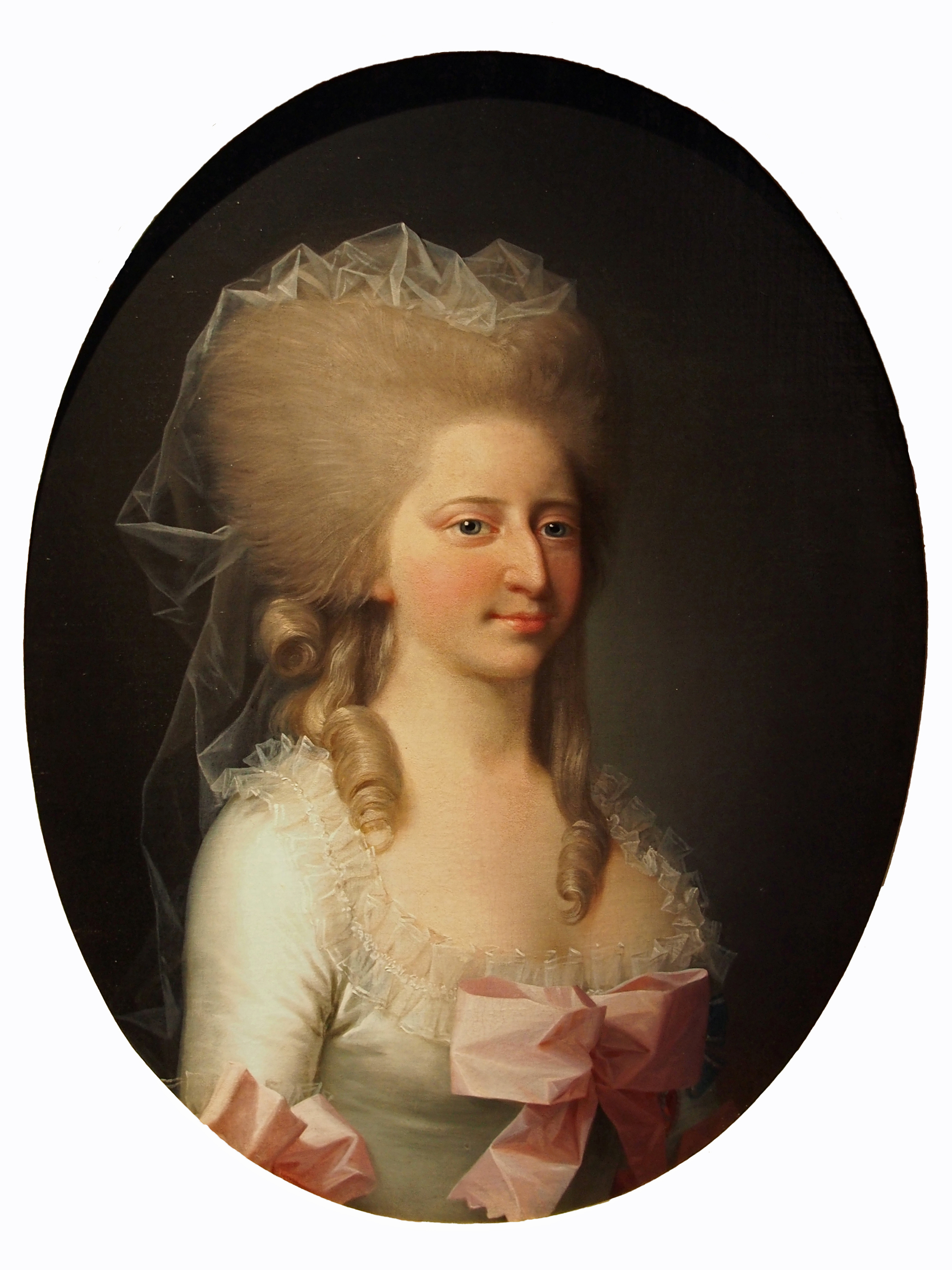
Tochter Louise Auguste von Dänemark (1771–1843)
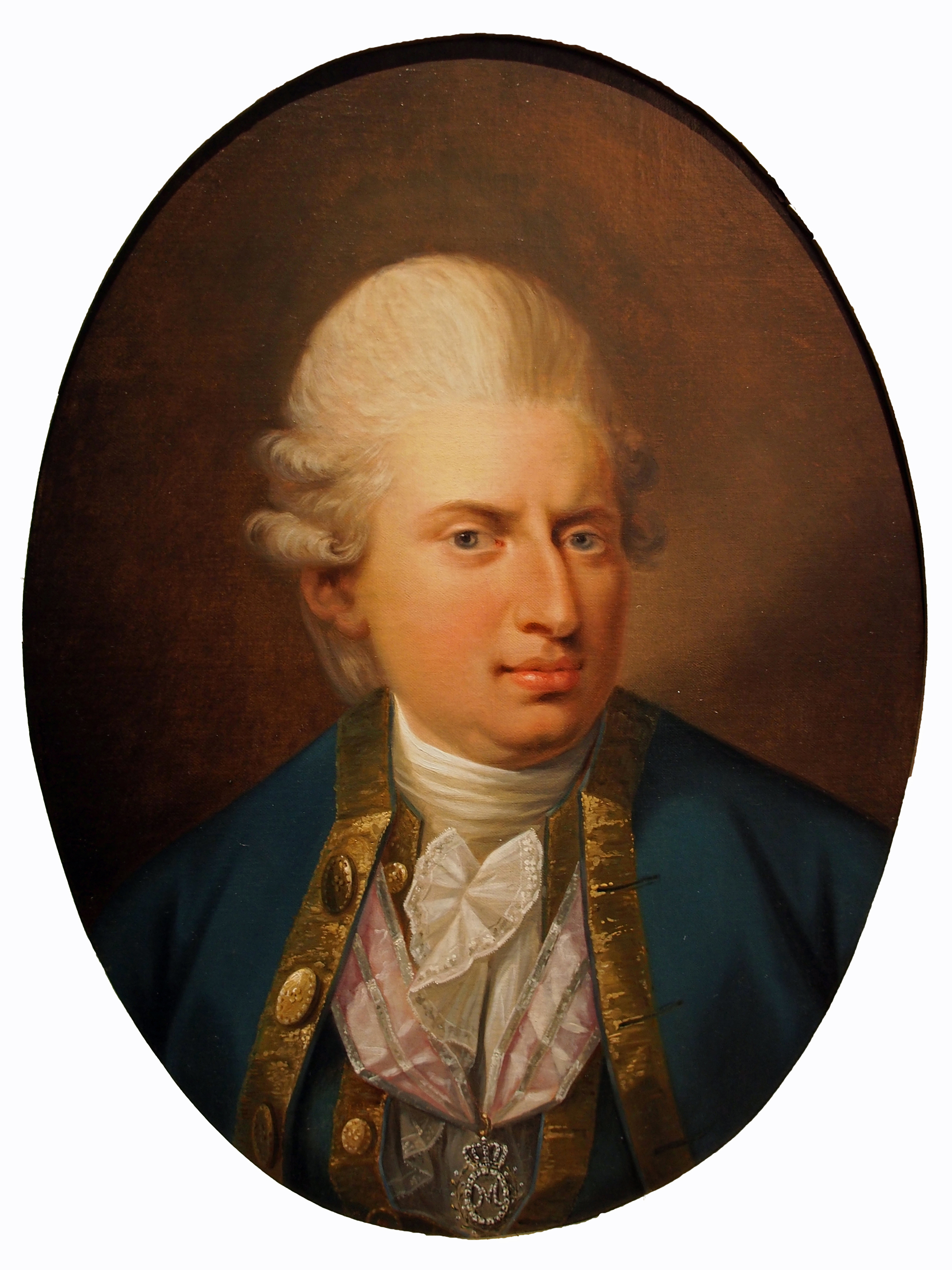
Johann Friedrich Struensee (1737–1772)

### Verhaftung und Scheidung

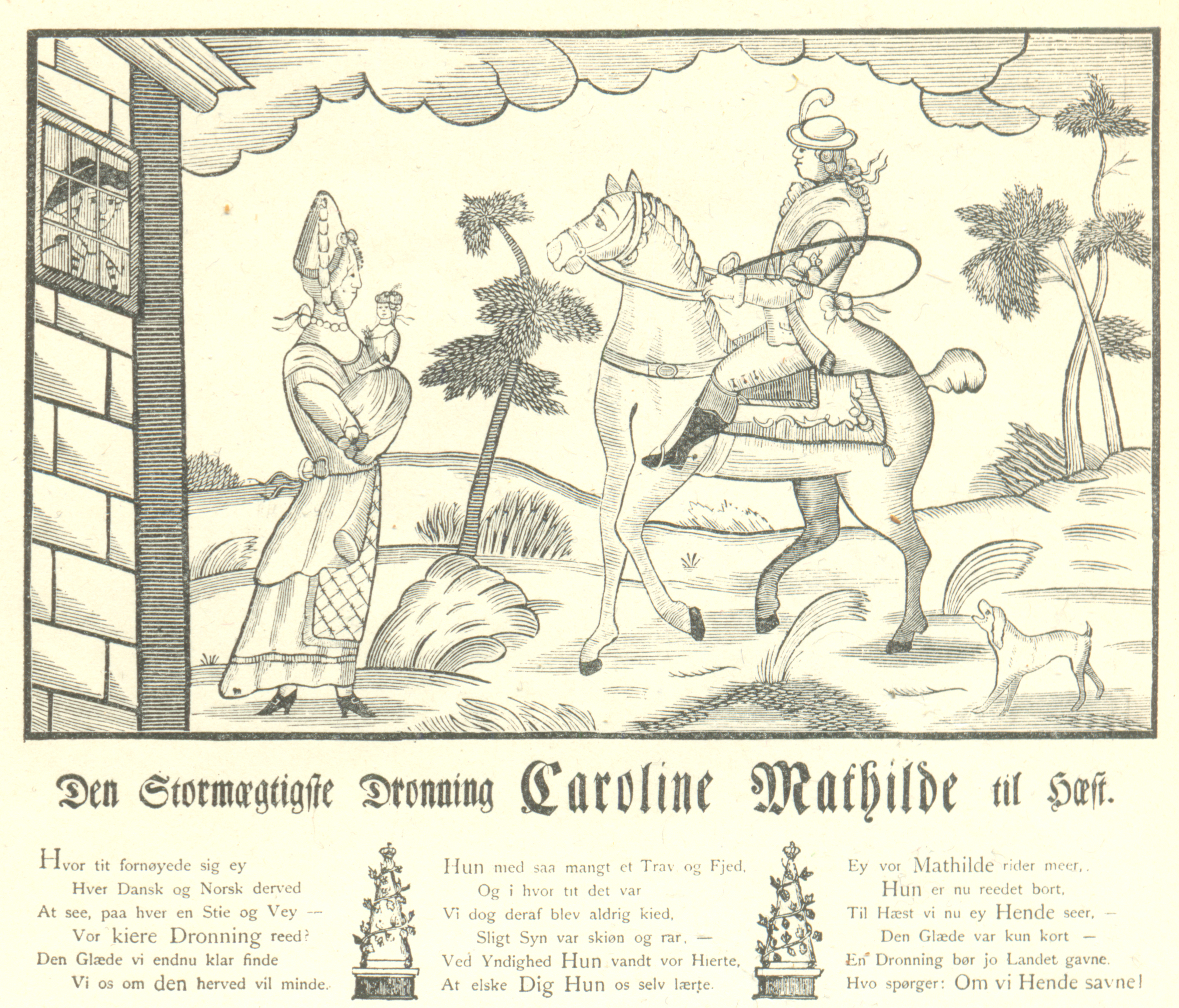
Flugblatt von 1772 mit Spottbild der reitenden Königin, links Struensee im Gefängnis und die Amme mit Louise Auguste

Einige Adelige spielten der Stiefmutter des Königs, Juliane von Braunschweig-Wolfenbüttel, ein Dokument zu, das über ein Komplott berichtete, mit dem der König zur Abdankung gezwungen werden sollte. Struensee solle den Staatsstreich genauestens vorbereitet haben, bei dem Christian VII. am 28. Januar 1772 verhaftet und zur Abdankung gezwungen werden solle. Der offizielle Hofberichterstatter Peter Suhm überreichte Juliane Marie die Kopie des angeblich geheimen Papiers, das aus Struensees Tresor stammen sollte. Auf Grundlage dieses Dokuments wurde Struensee nach einem im Kopenhagener Schloss veranstalteten Maskenball am 17. Januar 1772 um 4 Uhr morgens verhaftet, die Königin kam in Schutzhaft nach Schloss Kronborg.
Die gesamte Korrespondenz der Königin wurde beschlagnahmt und nach Spuren einer Verschwörung untersucht. Eine eigene Kommission wurde eingesetzt, um ihr Verhalten zu untersuchen. Auch über den verkauften Schmuck wurde verhandelt. Am 8. März 1772, Caroline Mathilde war noch nicht 21 Jahre alt, wurde ihr ein Geständnis Struensees vorgelegt und sie selber unterschrieb ein bereits vorbereitetes Geständnis, nachdem man ihr Hoffnung gemacht hatte, dass sie damit möglicherweise Struensees Leben retten könne. Der damalige britische Botschafter Oberst Keith bezweifelte bis an sein Lebensende die Echtheit dieser Signatur – diese sei höchstens unter Drohung und Erpressung zustande gekommen.
Am 14. März wurde das Scheidungsverfahren eröffnet, bei dem Caroline Mathilde allerdings nicht aussagen durfte und dessen Urteil schon vor Beginn feststand. Auch der König, der möglicherweise nicht einmal vom Scheidungsverfahren informiert worden war, war dabei nicht anwesend. Im Verfahren konnte die Schuld der Angeklagten nicht bewiesen werden; wie der Rechtsbeistand der Königin Dr. Uldall (auch Uhdall) in einer Verteidigungsrede darlegte, seien all die dargelegten Beweise lediglich Gerüchte, Verdächtigungen und Klatsch aus zweiter und dritter Hand sowie böswillige Unterstellungen. Bemerkenswert ist dabei, dass Uldall ein Näheverhältnis zur Königswitwe Juliane hatte und von dieser als Verteidiger der Königin ausgesucht worden war. Am 6. April wurde die Scheidung ausgesprochen. Überraschenderweise wurde Louise Augusta, als deren Vater stets Struensee galt, als königliche Prinzessin anerkannt – obwohl die Königin zu diesem Zeitpunkt bereits ein Verhältnis mit Struensee gehabt hatte. Louise Augusta heiratete später Friedrich Christian II., Herzog von Schleswig-Holstein-Sonderburg-Augustenburg. Wäre es nach Juliane gegangen, wären beide Kinder für illegitim erklärt worden, um ihrem eigenen Sohn Friedrich den Weg zum dänischen Thron zu ermöglichen.
Das offizielle Verfahren gegen Struensee begann am 21. April 1772. Ihm wurden neben dem Verhältnis zu Caroline Mathilde Hochverrat, Amtsanmaßung und Bereicherung vorgeworfen. Am Ausgang des Prozesses gab es keinen Zweifel, denn schon sechs Tage vor Beginn des Verfahrens, am 15. April, war er schuldig gesprochen worden. Die Hinrichtung erfolgte am 28. April 1772.
Caroline Mathilde sollte zunächst nach Aalborg gebracht werden, doch ihr Bruder, der englische König Georg, verlangte, dass Dänemark ihre gesamte Mitgift zurückzahlen und sie in sein Herrschaftsgebiet umziehen sollte, wo sie auf seine Kosten versorgt werden sollte. Am 31. Mai 1772 verließ sie Dänemark. Ihre Kinder, auch die kleine Tochter, die sie bis dahin bei sich gehabt hatte, musste sie zurücklassen. In Dänemark wurde sie nach ihrer Abreise vollkommen totgeschwiegen. Die von ihr gestifteten Orden wurden wieder eingefordert und die Edelsteine neu verwendet. Selbst das nach ihr benannte Linienschiff Dronning Caroline Mathilde der dänisch-norwegischen Marine wurde in Øresund umbenannt.

### Verbannung und Lebensende

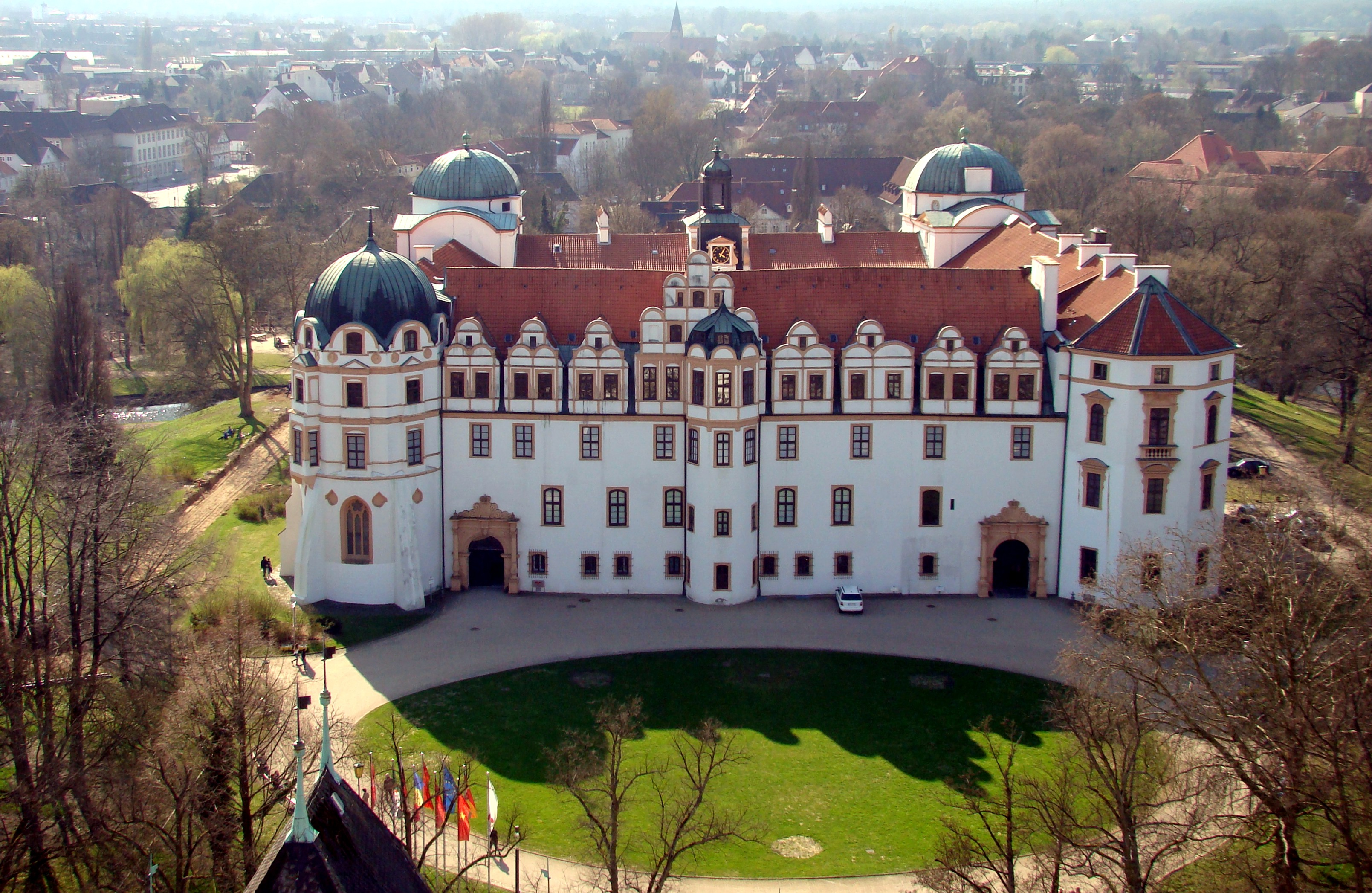
Schloss Celle

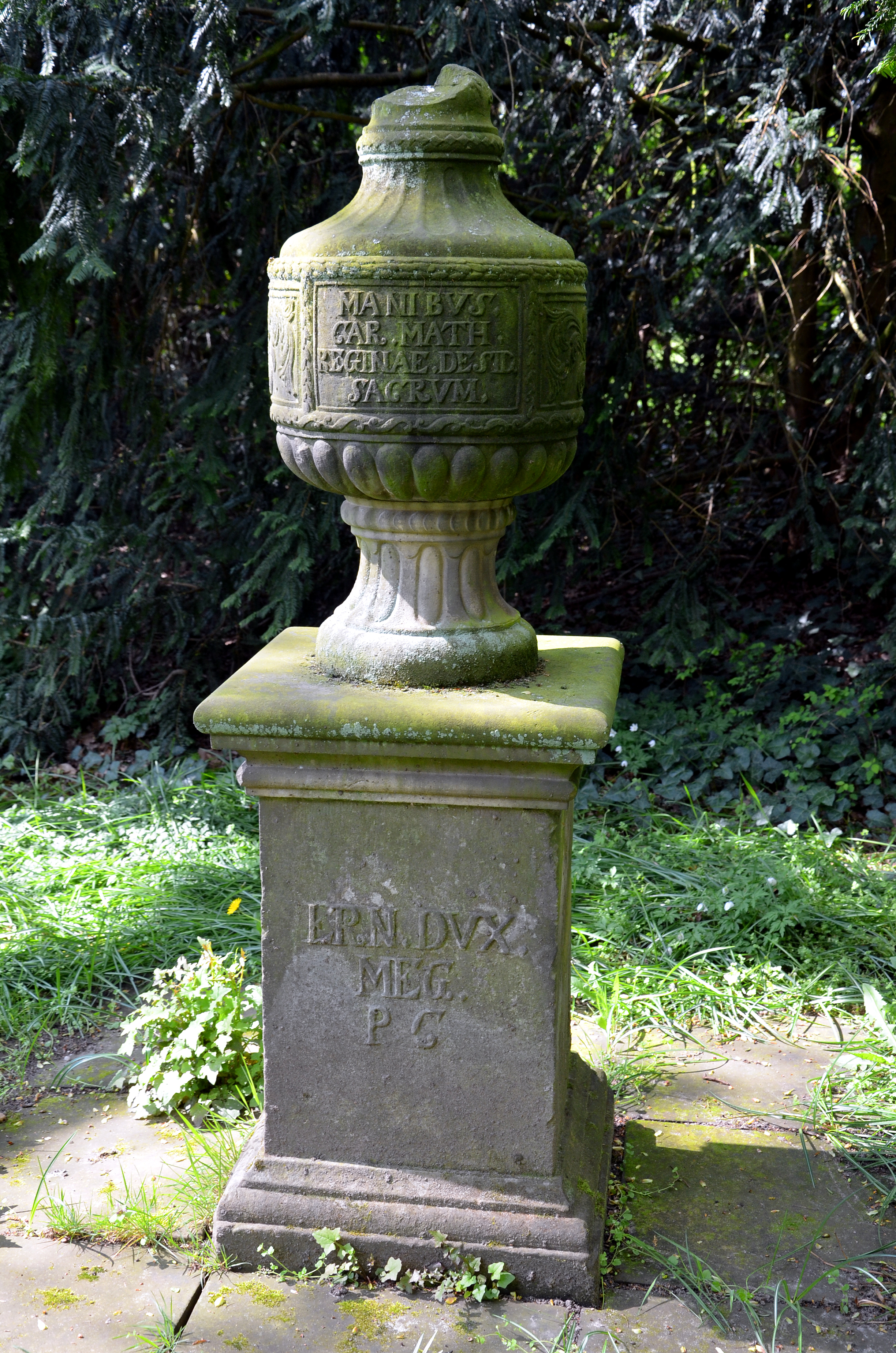
1775 von Ernst zu Mecklenburg errichtetes Denkmal im Park vom Palais Mecklenburg in Celle

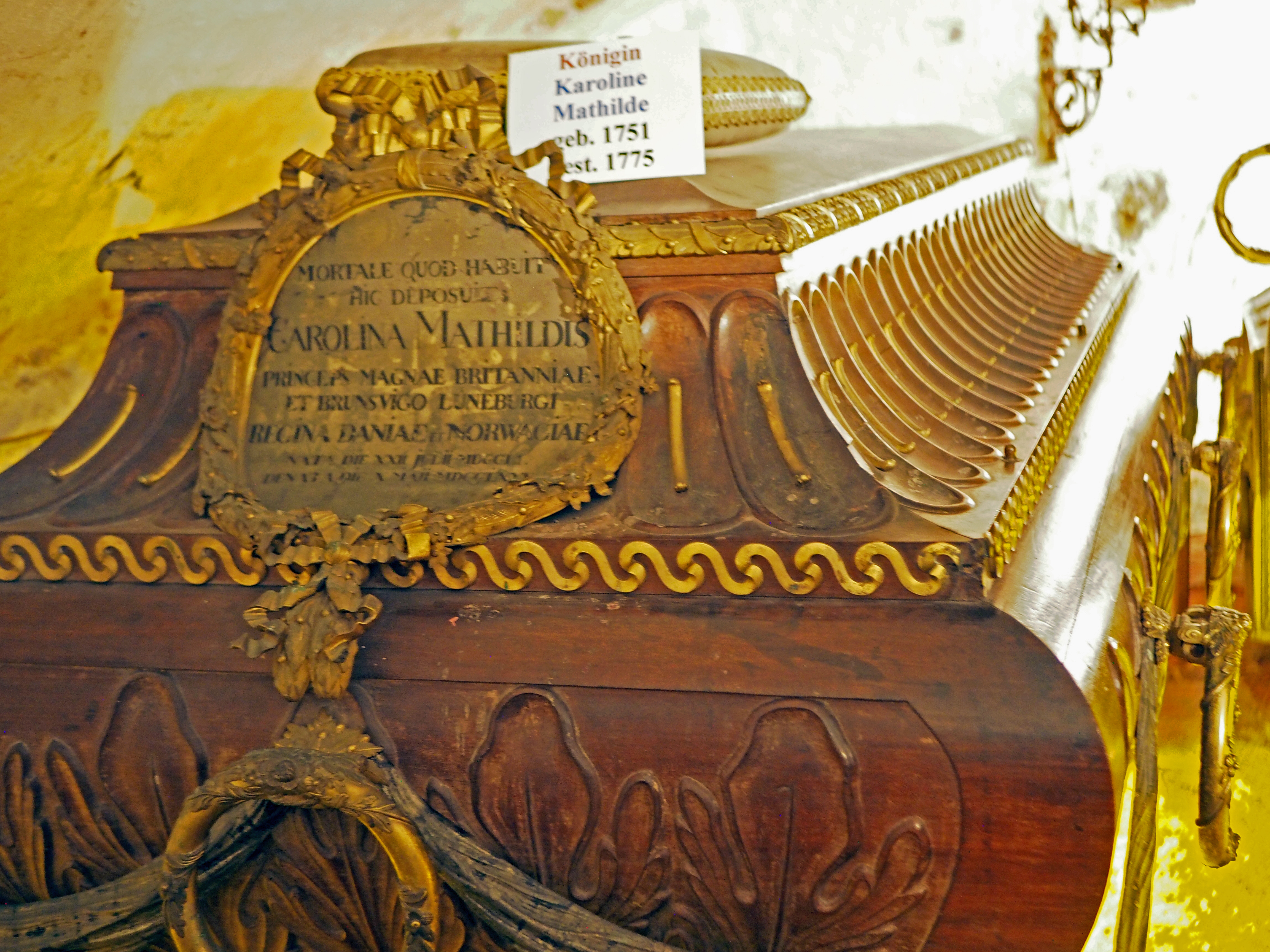
Sarg der Königin Caroline Mathilde in der Fürstengruft der Stadtkirche St. Marien, Celle

Caroline Mathilde wurde ins Kurfürstentum Braunschweig-Lüneburg, das Georg III. in Personalunion mit Großbritannien regierte, verbannt. Zunächst brachte man sie im Jagdschloss Göhrde unter, wo sie von ihrer Schwester Augusta, die gleichzeitig ihre Patin war, gleich nach ihrer Ankunft besucht wurde. Ihre ehemalige Hofmeisterin Louise von Plessen, die nach Celle gezogen war, trat wieder in ihren Dienst. Während des Sommers wurde das seit fast siebzig Jahren ungenutzte Schloss Celle für sie renoviert und neu möbliert. Das Theater wurde ganz neu gestaltet. Im Oktober 1772 zog sie nach Celle, wo sie mit großer Freude und Festlichkeiten empfangen wurde.
Mit Ernst zu Mecklenburg, dem Gouverneur von Celle, und dessen Bruder Karl, den Schwägern ihres Bruders, verband sie bald eine Freundschaft. Täglich besuchte sie die Stadt, nur in Begleitung ihrer einzigen Hofdame Louise von Plessen, und suchte den Kontakt zu den verschiedensten Menschen. Auch Georg Christoph Lichtenberg gehörte zu ihren Besuchern. Sie praktizierte in Celle, was sie in Kopenhagen von Struensee gelernt hatte – ihr kleiner Hof stand allen Schichten der Bevölkerung weit offen und ihre Gesellschaften wurden durch interessante Persönlichkeiten aus dem Bürgerstand belebt. Daneben förderte ihr Aufenthalt das kulturelle Leben der Stadt. Wie aus Leihzetteln der Königlichen Bibliothek in Hannover ersichtlich, las sie in ihrem Exil viel, neben Gellert auch Werke französischer Philosophen und historische und politische Abhandlungen. Nach dem Vorbild ihrer Mutter legte sie Gärten an. Die zuvor für ihre Schönheit bekannte Caroline Mathilde flüchtete sich in das Essen und nahm stark zu.
Die Trennung von den Kindern machte ihr schwer zu schaffen, und so lud sie immer häufiger Kinder ein, mit denen sie spielte und für die sie Feste veranstaltete. Sie lebte in der Hoffnung, ihr geschiedener Mann werde aufgrund seiner Geisteskrankheit des Thrones enthoben und sie werde nach Dänemark zu ihren Kindern zurückkehren dürfen. Diese Hoffnung erfüllte sich nicht. Schließlich nahm sie die vierjährige Halbwaise Sophie von Bennigsen (1769–1850) in Pflege. Sophies Vater Levin August von Bennigsen hatte Celle 1773 nach dem Tod seiner ersten Frau verlassen, um in russischen Dienst zu treten. Auf Vermittlung von Sophia von Steinberg, der Stiefmutter der verstorbenen Friederike Amalie Louise von Bennigsen, kam das kleine Mädchen in Caroline Mathildes Obhut. Sie wurde zusammen mit der sechsjährigen Amalia von Ompteda, der Tochter ihrer Oberhofmeisterin, aufgezogen und milderte den Schmerz der Königin über den Verlust ihrer Kinder.
Schon drei Jahre später starb Caroline Mathilde, noch nicht 24 Jahre alt, nach sechstägiger Krankheit am 10. Mai 1775 überraschend, vermutlich an Scharlach. In diesem Frühjahr grassierte eine Scharlachepidemie in Celle und Umgebung, und Caroline Mathilde hatte am Vortag noch den ganzen Tag am Bett ihrer Pflegetochter verbracht, die erkrankt war. Möglicherweise litt sie aber auch wie ihr Bruder Georg III. an Porphyrie. Ihr Leichnam wurde wegen der Infektionsgefahr noch in derselben Nacht in der Fürstengruft in der Stadtkirche St. Marien in Celle neben dem Grab ihrer Urgroßmutter Sophie Dorothea beigesetzt, die ebenfalls wegen einer Affäre von ihrem Mann geschieden und verbannt worden war. Der Prunksarg, den Georg III. für seine Schwester in Auftrag gab, wurde erst 1789 fertiggestellt.
Obwohl Caroline Mathilde kein Testament hinterlassen hatte, erhielt Sophie von Bennigsen, deren Unterhalt sie aus ihrer Privatschatulle bestritten hatte, von Georg III. eine jährliche, lebenslange Pension von 400 Reichstalern und erbte Schmuck und Möbel aus dem Nachlass der Königin. 1786 heiratete Sophie von Bennigsen den lüneburgschen Landrat Karl von Lenthe (1746–1815). Karl und Adolf Carl Daniel von Auersperg waren ihre Enkel.

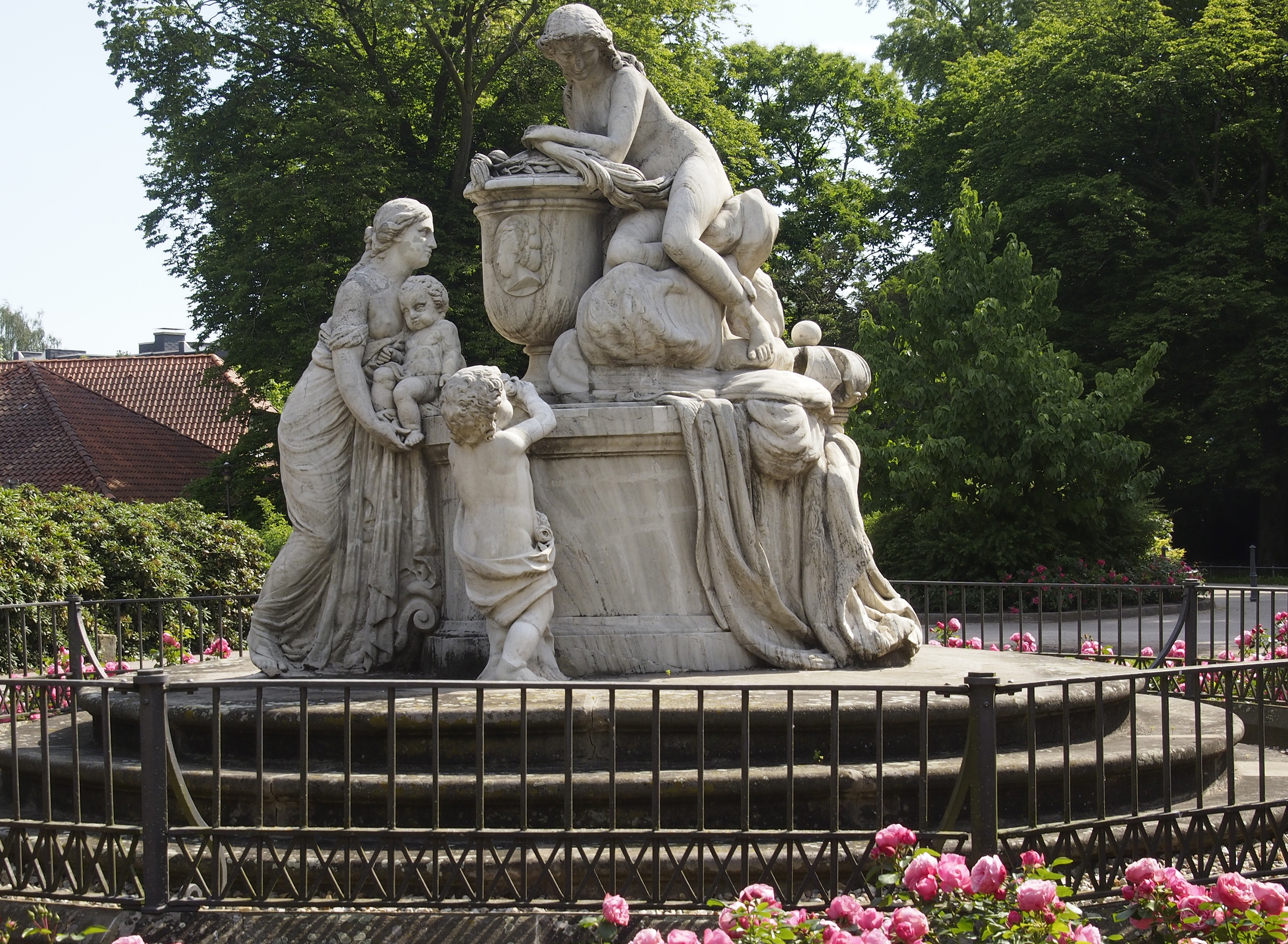
Caroline-Mathilde-Denkmal aus Crottendorfer Marmor im Französischen Garten in Celle

## Nachleben
Caroline Mathildes Schicksal wurde schon bald zur Legende. Schon 1773 erschien eine Sammlung fingierter Briefe, in denen sie ihre und Struensees Unschuld beteuert. Nach ihrem frühen Tod erschienen weitere Veröffentlichungen, die das Bild einer der Staatsräson geopferten, unschuldig Leidenden verbreiteten und ihr Schicksal romantisch verklärten.
Caroline Mathildes Beliebtheit im Kurfürstentum zeigte sich daran, dass Ritterschaft und Landstände nur wenige Wochen nach ihrem Tod um Erlaubnis baten, ihr ein Denkmal errichten zu dürfen, das bei dem Bildhauer Adam Friedrich Oeser in Auftrag gegeben und 1784 im Französischen Garten von Celle aufgestellt wurde. Einen weiteren Gedenkstein ließ Ernst von Mecklenburg aufstellen.
Ihre tragische Liebesaffäre mit Johann Friedrich Struensee ist Inhalt mehrerer Romane (siehe Lit.) und wurde mehrfach verfilmt. 1923 entstand der deutsche Spielfilm Die Liebe einer Königin mit Henny Porten in der Hauptrolle. In dem britischen Spielfilm The Dictator von 1935 wurde sie von Madeleine Carroll verkörpert. In dem deutschen Historiendrama Herrscher ohne Krone (1957) übernahm die französische Schauspielerin Odile Versois an der Seite von O. W. Fischer und Horst Buchholz die Rolle der dänischen Königin. Im April 2012 kam der Film Die Königin und der Leibarzt, ein dänischer Historienfilm, in die deutschen Kinos. Das Filmdrama ist eine Literaturverfilmung eines Romans von Per Olov Enquist. Die schwedische Schauspielerin Alicia Vikander spielt darin Caroline Mathilde.
2025 widmete ihr das Residenzmuseum in Celle eine Sonderausstellung.

## Ahnentafel
| Ahnentafel Caroline Mathilde | Ahnentafel Caroline Mathilde                                                                        | Ahnentafel Caroline Mathilde                                                                     | Ahnentafel Caroline Mathilde                                                                                         | Ahnentafel Caroline Mathilde                                                                                   | Ahnentafel Caroline Mathilde                                                                                            | Ahnentafel Caroline Mathilde                                                                                            | Ahnentafel Caroline Mathilde                                                                                        | Ahnentafel Caroline Mathilde                                                                                        |
| ---------------------------- | --------------------------------------------------------------------------------------------------- | ------------------------------------------------------------------------------------------------ | --- | --- | --- | --- | --- | --- |
| Ururgroßeltern               | Kurfürst Ernst August von Braunschweig-Lüneburg (1629–1698) ⚭ 1658 Sophie von der Pfalz (1630–1714) | Fürst Georg Wilhelm von Braunschweig-Lüneburg (1624–1705) ⚭ 1676 Eleonore d’Olbreuse (1639–1722) | Markgraf Albrecht II. von Brandenburg-Ansbach (1620–1667) ⚭ 1651 Sophie Margarete zu Oettingen-Oettingen (1634–1664) | Herzog Johann Georg I. von Sachsen-Eisenach (1634–1686) ⚭ Johanetta von Sayn-Wittgenstein (1626–1701)          | Herzog Ernst I. von Sachsen-Gotha-Altenburg (1601–1675) ⚭ 1636 Elisabeth Sophia von Sachsen-Altenburg (1619–1680)       | Herzog August von Sachsen-Weißenfels (1614–1680) ⚭ 1647 Anna Maria von Mecklenburg (1627–1669)                          | Herzog August von Sachsen-Weißenfels (1614–1680) ⚭ 1647 Anna Maria von Mecklenburg (1627–1669)                      | Fürst Johann VI. von Anhalt-Zerbst (1621–1667) ⚭ 1649 Sophie Auguste von Schleswig-Holstein-Gottorf (1630–1680)     |
| Urgroßeltern                 | König Georg I. (1660–1727) ⚭ 1682 Sophie Dorothea von Braunschweig-Lüneburg (1666–1726)             | König Georg I. (1660–1727) ⚭ 1682 Sophie Dorothea von Braunschweig-Lüneburg (1666–1726)          | Markgraf Johann Friedrich von Brandenburg-Ansbach (1654–1686) ⚭ 1681 Eleonore von Sachsen-Eisenach (1662–1696)       | Markgraf Johann Friedrich von Brandenburg-Ansbach (1654–1686) ⚭ 1681 Eleonore von Sachsen-Eisenach (1662–1696) | Herzog Friedrich I. von Sachsen-Gotha-Altenburg (1645–1691) ⚭ 1669 Magdalena Sibylle von Sachsen-Weißenfels (1648–1681) | Herzog Friedrich I. von Sachsen-Gotha-Altenburg (1645–1691) ⚭ 1669 Magdalena Sibylle von Sachsen-Weißenfels (1648–1681) | Fürst Karl Wilhelm von Anhalt-Zerbst (1652–1718) ⚭ 1676 Sophia von Sachsen-Weißenfels (1654–1724)                   | Fürst Karl Wilhelm von Anhalt-Zerbst (1652–1718) ⚭ 1676 Sophia von Sachsen-Weißenfels (1654–1724)                   |
| Großeltern                   | König Georg II. (1683–1760) ⚭ 1705 Caroline von Brandenburg-Ansbach (1683–1727)                     | König Georg II. (1683–1760) ⚭ 1705 Caroline von Brandenburg-Ansbach (1683–1727)                  | König Georg II. (1683–1760) ⚭ 1705 Caroline von Brandenburg-Ansbach (1683–1727)                                      | König Georg II. (1683–1760) ⚭ 1705 Caroline von Brandenburg-Ansbach (1683–1727)                                | Herzog Friedrich II. von Sachsen-Gotha-Altenburg (1676–1732) ⚭ 1696 Magdalena Augusta von Anhalt-Zerbst (1679–1740)     | Herzog Friedrich II. von Sachsen-Gotha-Altenburg (1676–1732) ⚭ 1696 Magdalena Augusta von Anhalt-Zerbst (1679–1740)     | Herzog Friedrich II. von Sachsen-Gotha-Altenburg (1676–1732) ⚭ 1696 Magdalena Augusta von Anhalt-Zerbst (1679–1740) | Herzog Friedrich II. von Sachsen-Gotha-Altenburg (1676–1732) ⚭ 1696 Magdalena Augusta von Anhalt-Zerbst (1679–1740) |
| Eltern                       | Prinz Friedrich Ludwig (1707–1751) ⚭ 1736 Augusta von Sachsen-Gotha-Altenburg (1719–1772)           | Prinz Friedrich Ludwig (1707–1751) ⚭ 1736 Augusta von Sachsen-Gotha-Altenburg (1719–1772)        | Prinz Friedrich Ludwig (1707–1751) ⚭ 1736 Augusta von Sachsen-Gotha-Altenburg (1719–1772)                            | Prinz Friedrich Ludwig (1707–1751) ⚭ 1736 Augusta von Sachsen-Gotha-Altenburg (1719–1772)                      | Prinz Friedrich Ludwig (1707–1751) ⚭ 1736 Augusta von Sachsen-Gotha-Altenburg (1719–1772)                               | Prinz Friedrich Ludwig (1707–1751) ⚭ 1736 Augusta von Sachsen-Gotha-Altenburg (1719–1772)                               | Prinz Friedrich Ludwig (1707–1751) ⚭ 1736 Augusta von Sachsen-Gotha-Altenburg (1719–1772)                           | Prinz Friedrich Ludwig (1707–1751) ⚭ 1736 Augusta von Sachsen-Gotha-Altenburg (1719–1772)                           |
| Caroline Mathilde            | |                                                                                                  | | | | | | |

## Die Affäre Struensee in künstlerischen Adaptionen

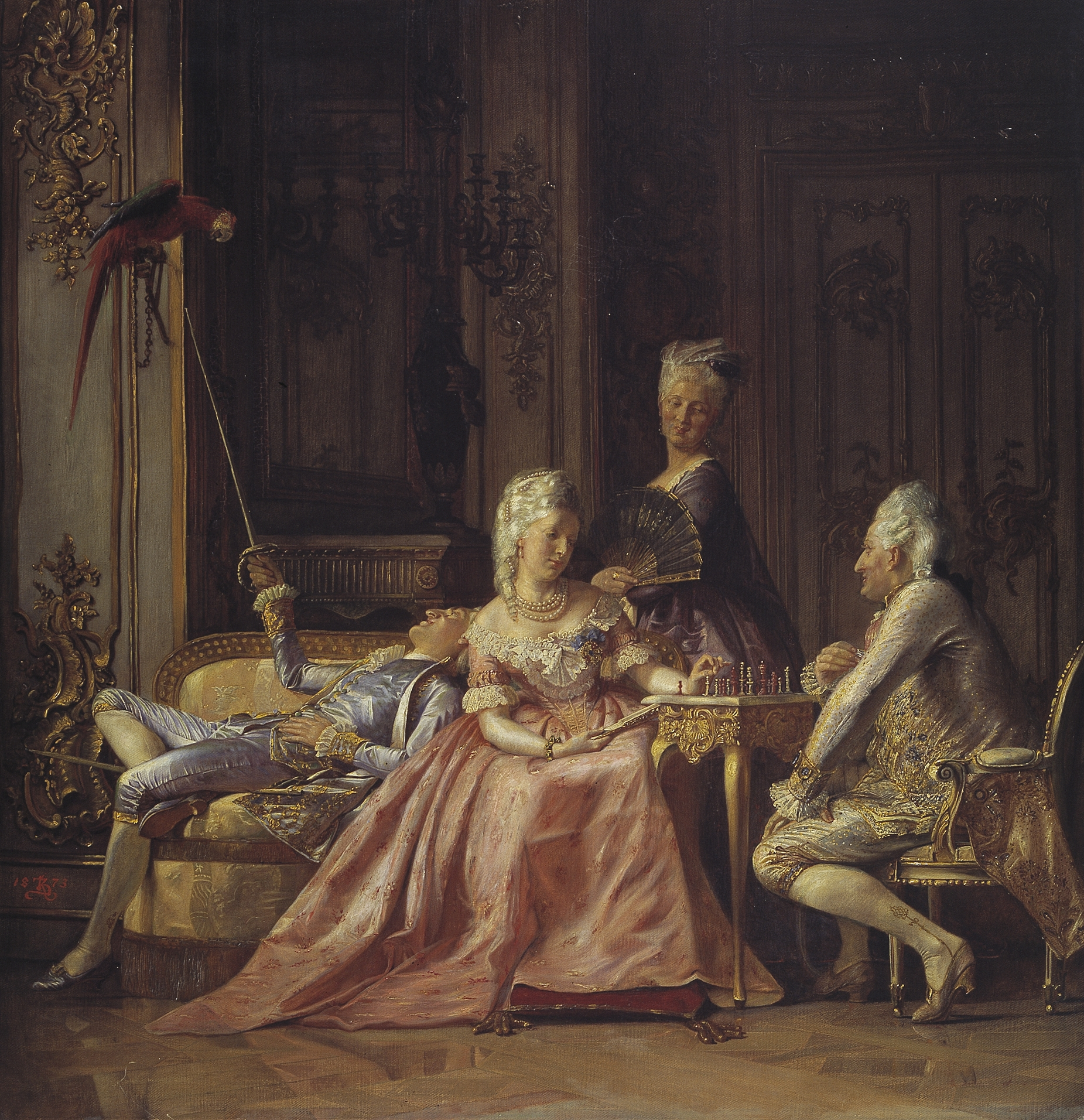
Kristian Zahrtmann: Szene vom Hof Christians VII. (1873). Caroline Mathilde und Struensee spielen Schach, während König Christian VII. den Papagei mit seinem Degen neckt (Sammlung Hirschsprung).

### Bildende Kunst
- Kristian Zahrtmann: Szene vom Hof Christians VII. (1873). Historienmalerei in der Sammlung Hirschsprung.

### Belletristik (Auswahl)
- Carl Bernhard: Christian VII. und sein Hof. Übersetzt von K. L. Kannegießer und O. L. B. Wolff, 3 Bände, J. J. Weber, Leipzig 1841.
- Herman Frederik Ewald: Caroline Mathilde (1890) (deutsche Ausgabe Caroline Mathilde. Historischer Roman, aus dem Dänischen übersetzt von Nadine Erler, Hamburg 2025, ISBN 978-3-819-29964-3.)
- Else von Hollander-Lossow: Die Gefangene von Celle. Leipzig: Seemann, 1935 (Roman)
- Robert Neumann: Struensee. Doktor, Diktator, Favorit und armer Sünder, Querido Verlag, Amsterdam 1935 (Neuauflage 1996 unter dem Titel Der Favorit der Königin, ISBN 978-3-423-12209-2).
- Isak Dinesen bzw. Tania Blixen: Nächtliches Gespräch in Kopenhagen. In: Dies.: Widerhall. Letzte Erzählungen, aus dem Englischen von Wolfheinrich von der Mülbe und W. E. Süskind. Deutsche Verlagsanstalt, Stuttgart 1959, ISBN 3-7175-1682-5.
- Paul Barz: Doktor Struensee. Rebell von oben, Kabel Ernst Verlag, München 1985, ISBN 3-8225-0001-1.
- Per Olov Enquist: Livläkarens besök. Norstedts, Stockholm 1999 (deutsche Ausgabe: Der Besuch des Leibarztes. Aus dem Schwedischen übersetzt von Wolfgang Butt. Hanser, München, Wien 2001, ISBN 3-446-19980-2 u. Fischer, Frankfurt 2003, ISBN 3-596-15404-9.)
- Dario Fo: C'è un re pazzo in Danimarca. Milano : Chiarelettere, 2015 (deutsche Ausgabe: Christian VII – Ein Narr auf dem Thron von Dänemark. Aus dem Italienischen übersetzt von Johanna Borek. Hollitzer, Wien 2019, ISBN 978-3-99012-440-6.)

### Filme
- Die Liebe einer Königin, Deutschland 1923, Regie: Ludwig Wolff, mit Henny Porten als Caroline Mathilde. Kinostart: 14. September 1923, Verleih: Bayrische Film.[34]
- Mein Herz der Königin, Großbritannien 1935 (engl. The Dictator), Regie: Victor Saville, mit Madeleine Caroll als Caroline Mathilde.[35]
- Herrscher ohne Krone, Deutschland 1957, Regie: Harald Braun, mit Odile Versois als Caroline Mathilde[36]
- Eine königliche Affäre, Dokumentation von Wilfried Hauke, ZDF/ARTE 2010.[37]
- Die Königin und der Leibarzt (dänisch En Kongelig Affære, engl. A Royal Affair), Dänemark/Tschechien/Schweden/Deutschland 2012, 137 Min.; Regie: Nikolaj Arcel; Darsteller: Mads Mikkelsen, Alicia Vikander, Mikkel Boe Følsgaard u. a.[38]